# سنهور
قرية سنهور هي إحدى القرى التابعة لمركز دمنهور في محافظة البحيرة في جمهورية مصر العربية. حسب إحصاءات سنة 2006، بلغ إجمالي السكان في سنهور 12418 نسمة، منهم 6272 رجل و6146 امرأة.

## التاريخ
قرية سنهور من القرى القديمة، حيث وردت باسم «سنهور طلوت» في أعمال البحيرة ضمن قرى الروك الصلاحي التي أحصاها ابن مماتي في كتاب قوانين الدواوين، كما وردت باسم «سنهور طلوت» في أعمال البحيرة ضمن قرى الروك الناصري التي أحصاها ابن الجيعان في كتاب «التحفة السنية بأسماء البلاد المصرية». وفي العصر العثماني وردت باسم «سنهور طلوت» في التربيع العثماني الذي أجراه الوالي العثماني سليمان باشا الخادم في عصر السلطان العثماني سليمان القانوني ضمن قرى ولاية البحيرة، وفي تاريخ 1228هـ/1813م الذي عدّ قرى مصر بعد المسح الذي قام به محمد علي باشا باسم «سنهور» ضمن قرى مديرية البحيرة.